# هوائية كثيفة الأوراق
هوائية كثيفة الأوراق أو رجل القط كثيف الأوراق (الاسم العلمي: Antennaria densifolia)، نوع من النباتات في أمريكا الشمالية تنتمي إلى فصيلة النجمية. موطنها الأصلي غرب كندا (الأقاليم الشمالية الغربية، يوكون، كولومبيا البريطانية، ألبرتا) والولايات المتحدة الأمريكية في ألاسكا ومونتانا. تنمو في الحجر الجيري التَحأَلبِيّ وجبال الألب

## روابط خارجية
- Montana Field Guide, Montana Natural Heritage Program
- Alaska Rare Plant Field Guide, Alaska Natural Heritage Program

.